# Hooge Zwaluwe

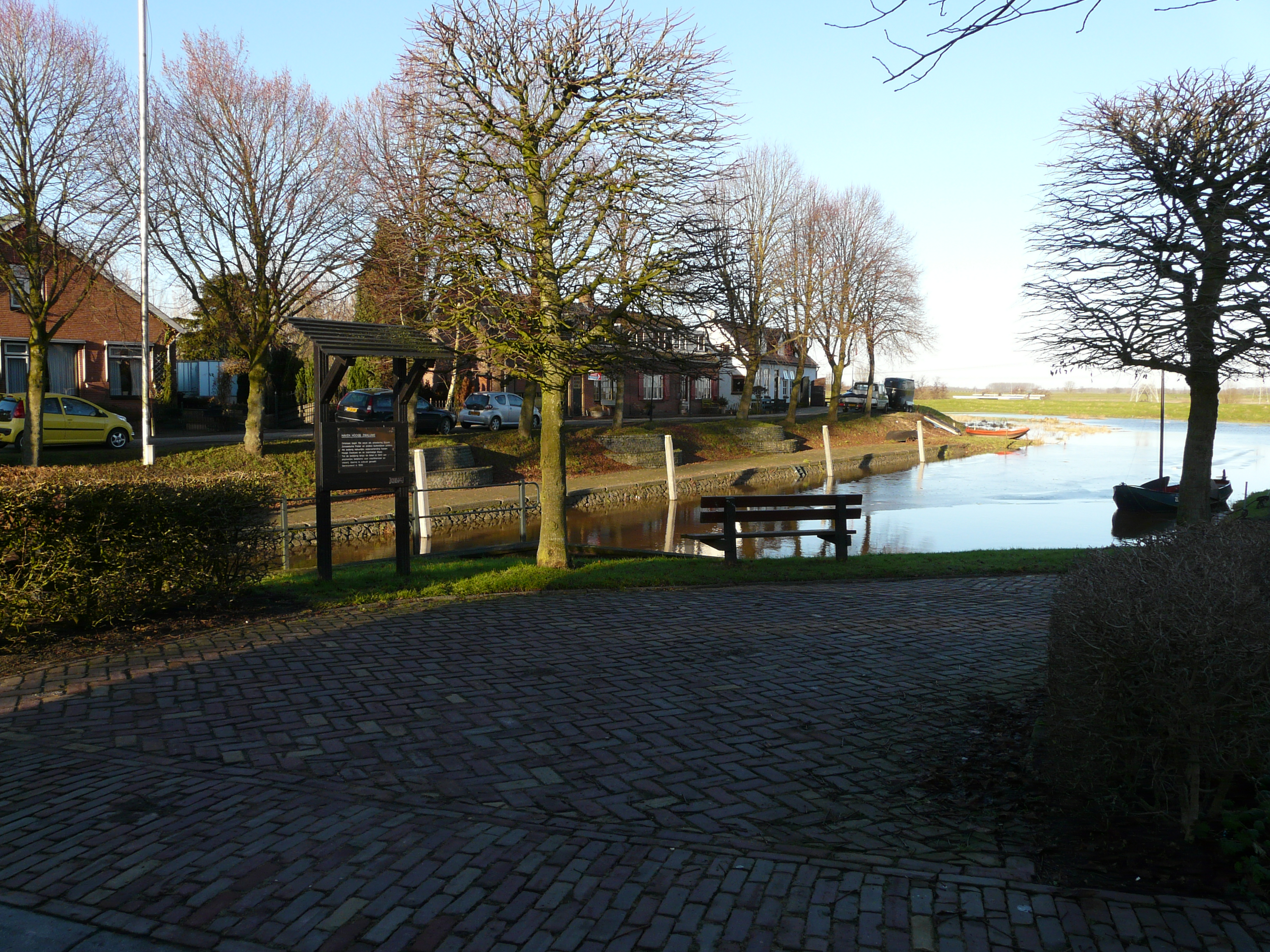
Haven

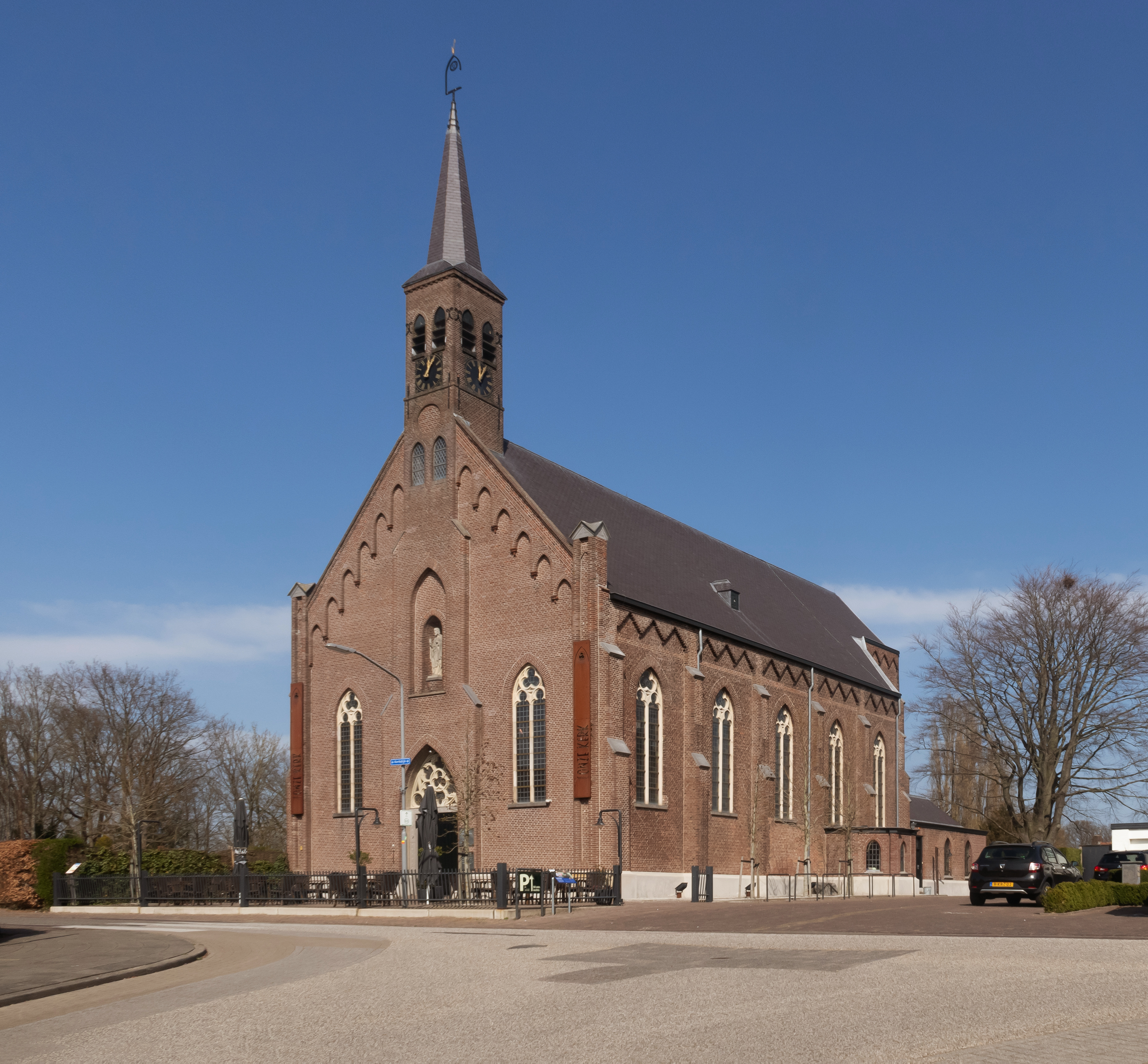
Willibrorduskerk

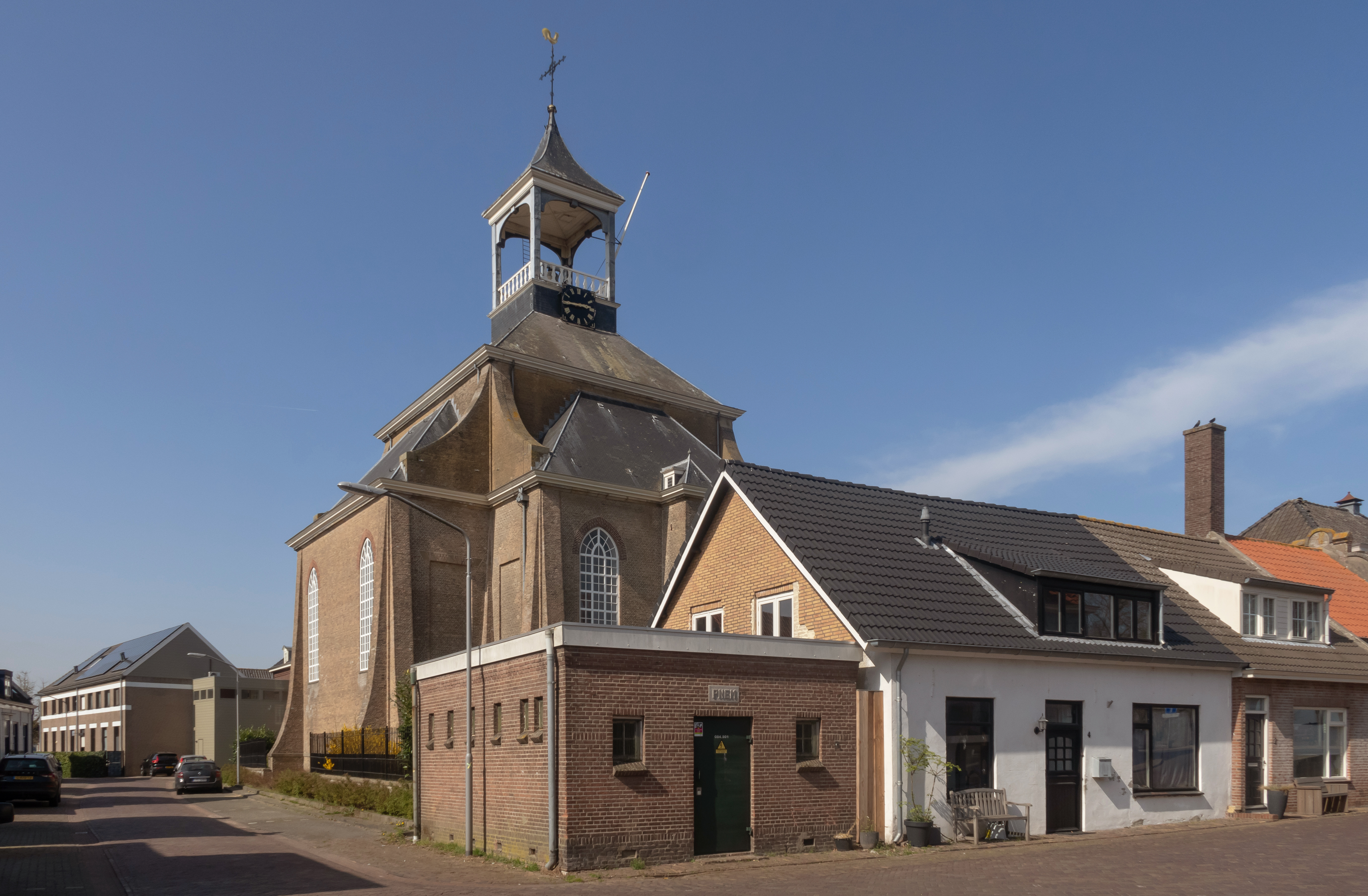
Protestantse kerk

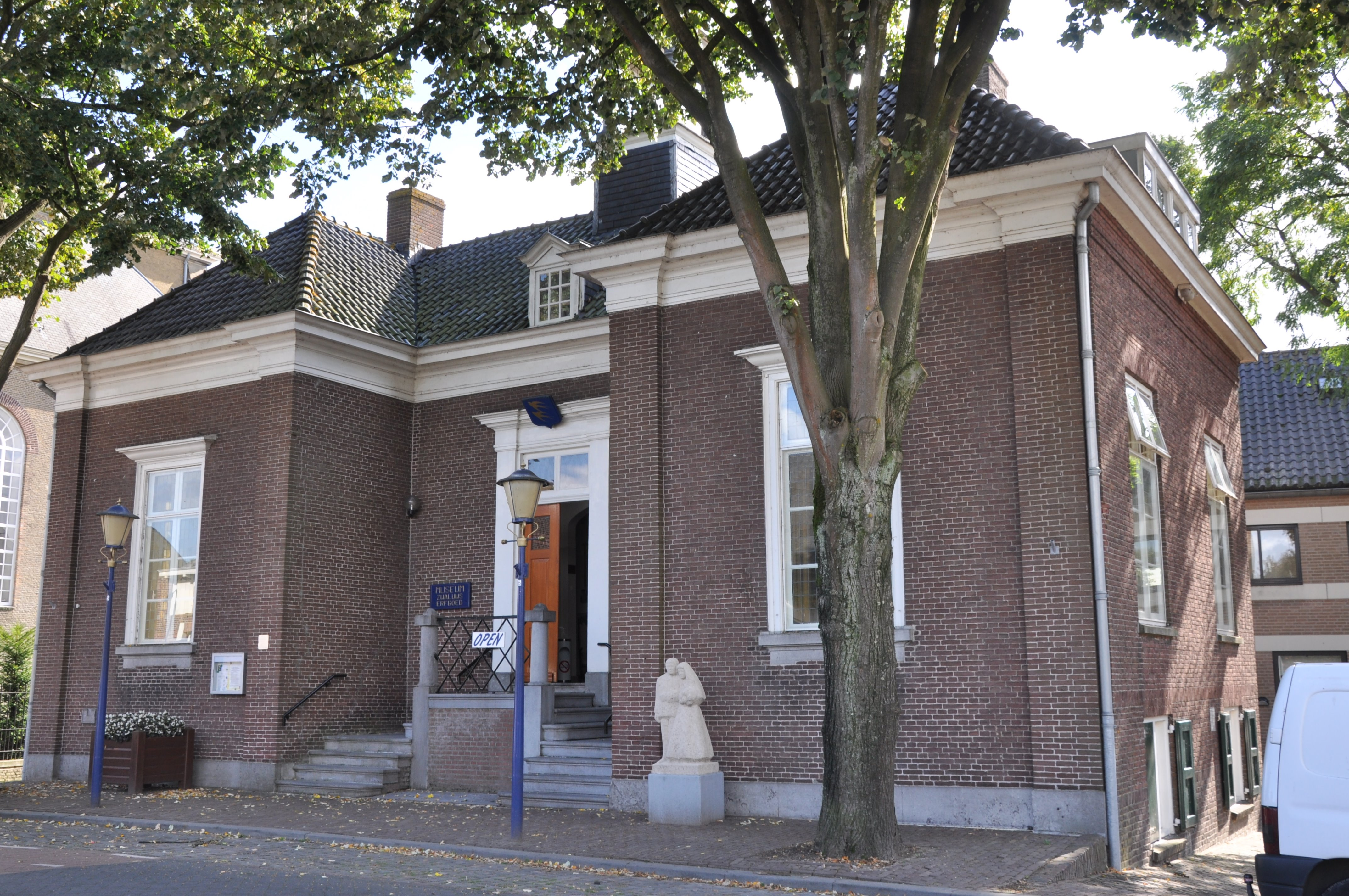
Voormalig raadhuis

Hooge Zwaluwe is een Nederlands dorp in de Noord-Brabantse gemeente Drimmelen, nabij Oud-Drimmelen. Hooge Zwaluwe telt 1.755 inwoners per 1 januari 2023. Het ligt tussen Wagenberg en Lage Zwaluwe. Dichtstbijzijnde grote plaatsen zijn Dordrecht en Breda.

## Geschiedenis
De geschiedenis van de Hooge Zwaluwe loopt parallel met die van Lage Zwaluwe, waarmee het samen de heerlijkheid Zwaluwe vormde.
Reeds in 1290 werd de naam voor het eerst genoemd als die Swaluw, in een oorkonde van Graaf Floris V van Holland. De heerlijkheid van de Zwaluwe werd door de Graaf van Holland in leen gegeven aan de familie Van Duivenvoorde. De bekendste persoon uit deze familie was Willem van Duivenvoorde, die Zwaluwe door koop had verworven. Hij stierf in 1353 en het bezit van Zwaluwe ging over op Jan II van Polanen, Heer van Breda. Bij diens dood in 1378 ging het bezit van Zwaluwe over op Jan III van Polanen en vervolgens op diens dochter, Johanna van Polanen, die in 1403 trouwde met Engelbrecht I van Nassau-Siegen. Aldus werd Zwaluwe Nassaus bezit. Ook nu nog draagt Koning Willem-Alexander door de vele historische banden van de Oranjes met de dorpen de titel: Heer van Hooge en Lage Zwaluwe.
Het huidige dorp is waarschijnlijk in de loop van de 16e eeuw ontstaan, langs de westdijk van de door de Sint-Elisabethsvloed van 1421 overstroomde Grote Waard, waar later de Emiliapolder opnieuw is ingedijkt. Er is een Onderstraat die parallel aan de Raadhuisstraat onderlangs de dijk liep.
In 1611 kwam Zwaluwe in bezit van Frederik Hendrik. Hij zorgde ervoor dat Hooge Zwaluwe in 1639 een protestantse kerk kreeg, een centraalbouw ontworpen door Jacob van Campen.
In 1865 werd tussen Hooge Zwaluwe en Helkant de katholieke Sint-Willibrorduskerk gebouwd, een zaalkerk in eenvoudige neogotische stijl. Rondom deze kerk ontwikkelde zich hierna een tweede, vooral door katholieken bewoonde dorpskern, aanvankelijk als een lintbebouwing langs de Kerkdijk. Aanvankelijk was de Willibrorduskerk een dochterkerk van de parochiekerk van Lage Zwaluwe, maar al in 1867 werd Hooge Zwaluwe een zelfstandige parochie.
In 1997 werd de gemeente Hooge en Lage Zwaluwe met een aantal andere gemeenten samengevoegd tot de gemeente Made, die later Drimmelen ging heten.

## Bezienswaardigheden
- Zwaluwse Haven
- De Willibrorduskerk aan Kerkdijk 1a is een neogotische kerk uit 1865.
- De Protestantse kerk aan Raadhuisstraat 3 is een centraalbouw uit 1641.
- Het voormalig raadhuis aan de Raadhuisstraat 5 uit 1836 dat later het heemkundig museum Museum Zwaluws Erfgoed huisvestte en tegenwoordig een hotelfunctie heeft.[3]
- De molen Zeldenrust is een stellingmolen uit 1866.[4]
- Het Drenkelingenkerkhofje  stamt uit 1872 en was bedoeld voor overledenen waarvan men de identiteit niet kon vaststellen. Er was al eerder sprake geweest van scheepsrampen, met name de schrikkelijken gebeurtenis uit 1860, waarbij het stoom-raderschip 'De Langstraat', dat een veerdienst onderhield tussen Capelle en Rotterdam, gezonken is, waarbij 48 slachtoffers te betreuren waren. Veel van de slachtoffers werden in de omgeving begraven. Het Drenkelingenkerkhofje bestond uit een baarhuisje, en er waren enkele eenvoudige houten kruisen. Het kerkhofje viel ten prooi aan verwaarlozing en vandalisme, maar werd in 2009 weer hersteld.

Een deel van Hooge Zwaluwe is een beschermd dorpsgezicht.

### Monumenten
- Lijst van rijksmonumenten in Hooge Zwaluwe
- Lijst van gemeentelijke monumenten in Hooge Zwaluwe

## Natuur en landschap
Hooge Zwaluwe ligt aan de uitloper van een krekenstelsel, Zwaluwse Haven genaamd. Er was inderdaad ooit een haventje, dat in 1950 ophield te bestaan toen de Amer werd bedijkt.
Ten westen van het dorp ligt het natuurgebied Zonzeel, een kleinschalig oud polderlandschap met moerassige gedeelten, gelegen op de Brabantse Naad. In het noordwesten ligt nog de Domeinenput, een voormalige zandwinningsplas, nu een natuur- en recreatiegebied. In het gebied lopen nog een aantal oude dijken die ooit nieuwe polders omringden. Er zijn voormalige veengebieden en vooral zeekleipolders, sommige daarvan grootschalig.
Naar het zuiden toe gaat het landschap geleidelijk over in het Brabantse zandgebied, dat hier echter laaggelegen is.

## Economie

### Winkelen
De weekmarkt is in Lage Zwaluwe op donderdag van 8:30 tot 12:30 uur in de Nieuwstraat.

## Onderwijs
- R.K. Basisschool St. Jan tot 2007
- Nederlands Hervormde Basisschool Frederik Hendrik tot 2007
- Basisschool De Schittering vanaf 2007

## Voorzieningen
- Bibliobus
- Sportpark Het Moerbos
- Ontmoetingscentrum en Sportzaal De Zonzeel
- Ontmoetingscentrum De Rank
- Postkantoor
- Restaurant 'Onze Kerk'

## Verenigingen
- Voetbalvereniging HZ '75
- Fanfare Concordia (muziekvereniging)
- Stal Dudok

## Media
- Omroep Drimmelen (radio- en televisiezender, kabelkrant en internet)
- Weekblad 't Carillon

## Verkeer en vervoer
Hooge Zwaluwe is bereikbaar vanaf de A16, de A59 en de N285.

### Trein
In Lage Zwaluwe werd op 1 juli 1866 station Lage Zwaluwe geopend. Het station Hooge Zwaluwe is in 1950 gesloten.

### Bus
Verzorgd door Arriva.
- Streekbus 172: Breda - Terheijden - Wagenberg - Hooge Zwaluwe - Lage Zwaluwe

## Geboren in Hooge Zwaluwe
- Johannes Gijsbert Vogel (1828-1915), schilder
- Hugo Pieter Vogel (1833-1886), architect
- Wierd Duk (1959), journalist, historicus en publicist

## Foto's

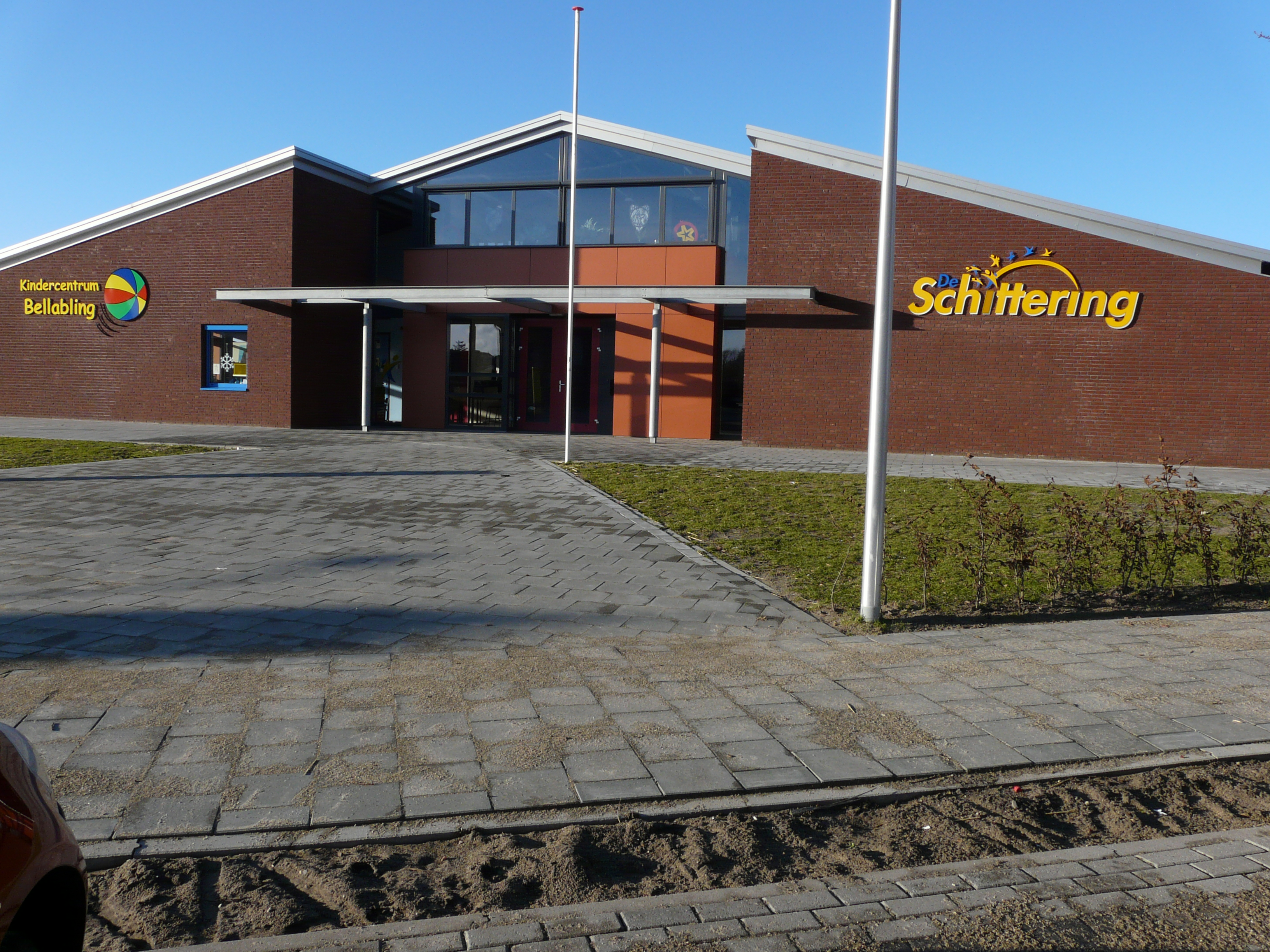
Basisschool De Schittering
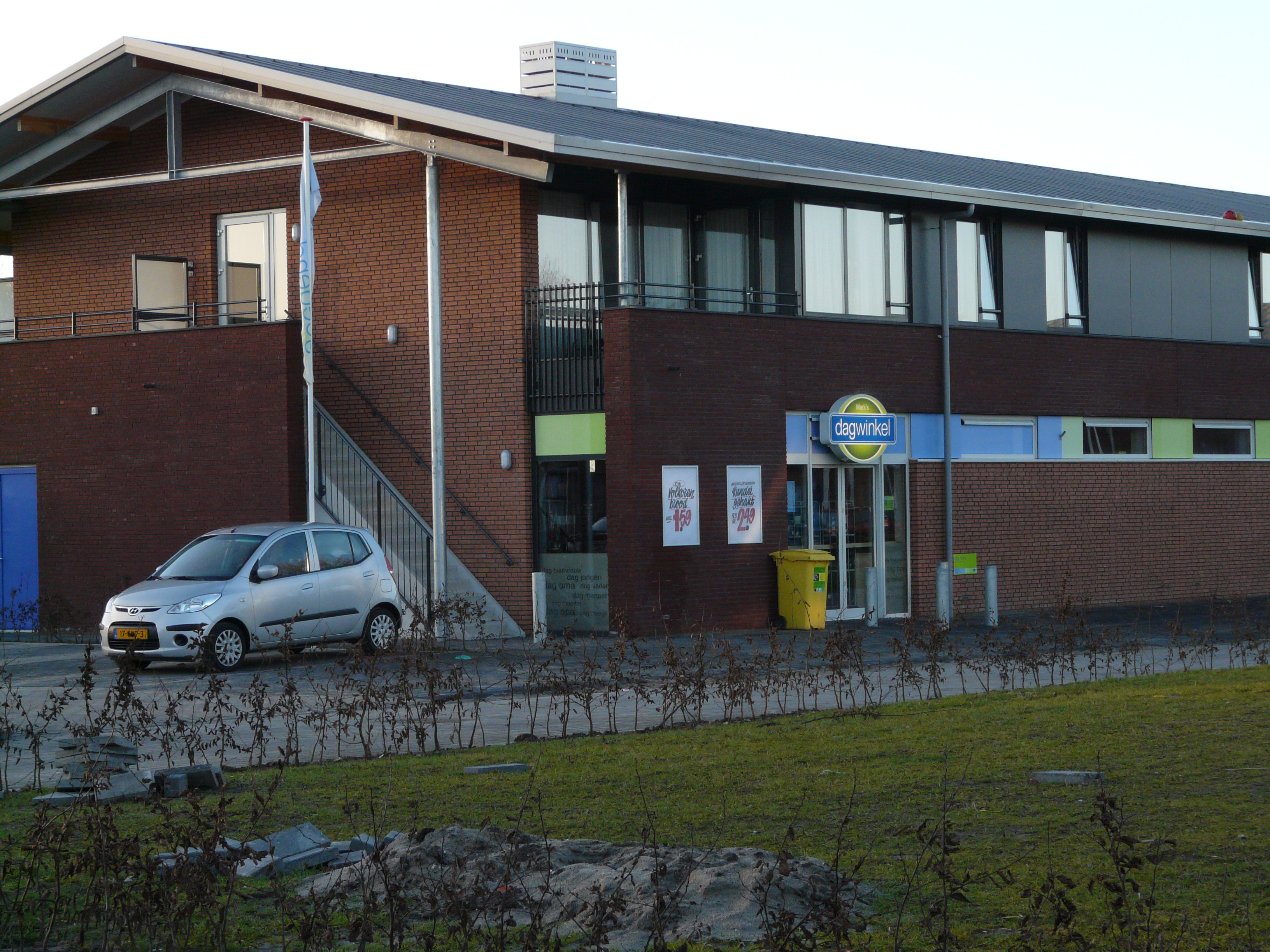
(Voormalige) Dagwinkel
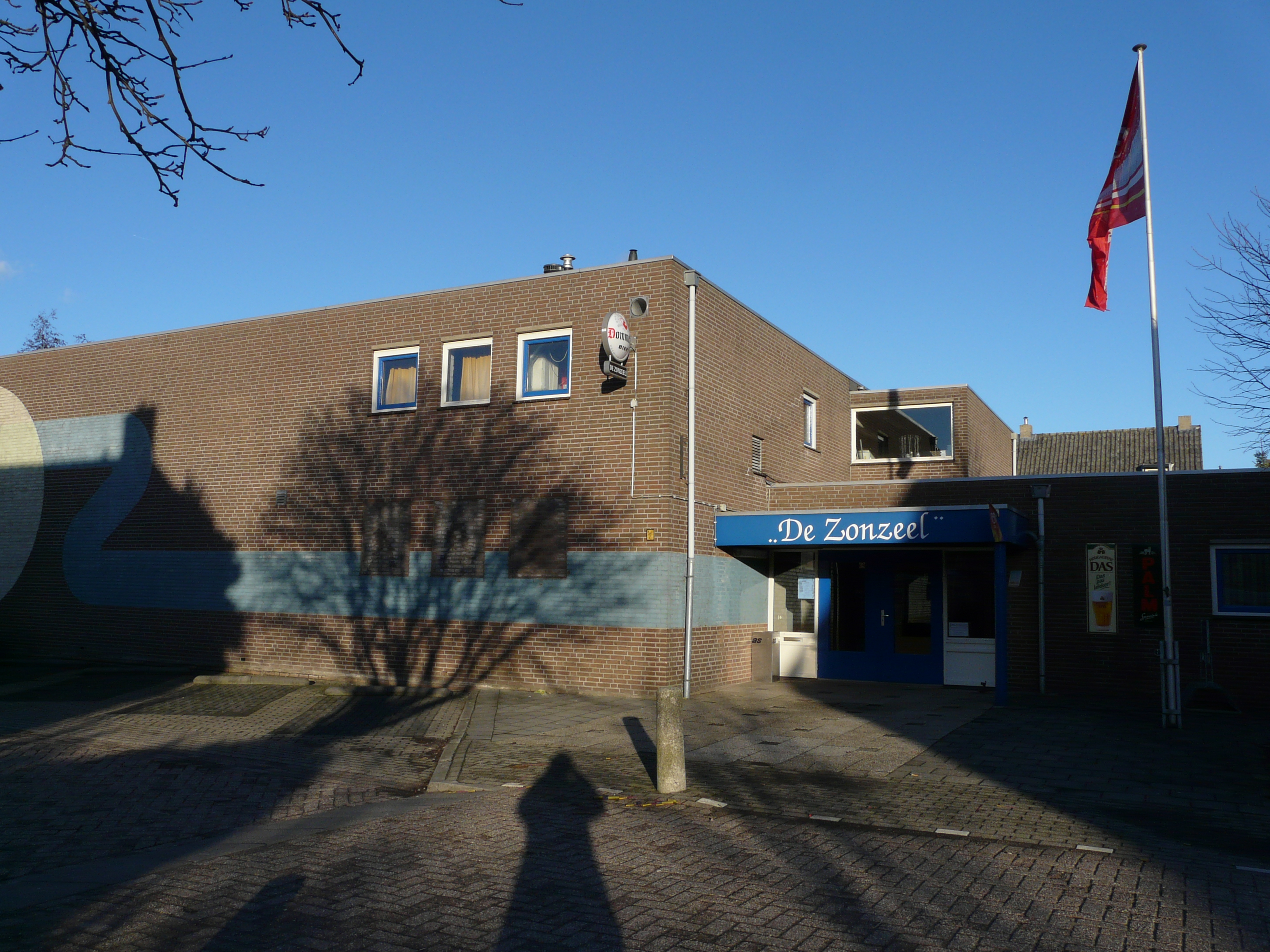
Ontmoetingscentrum en Sportzaal De Zonzeel
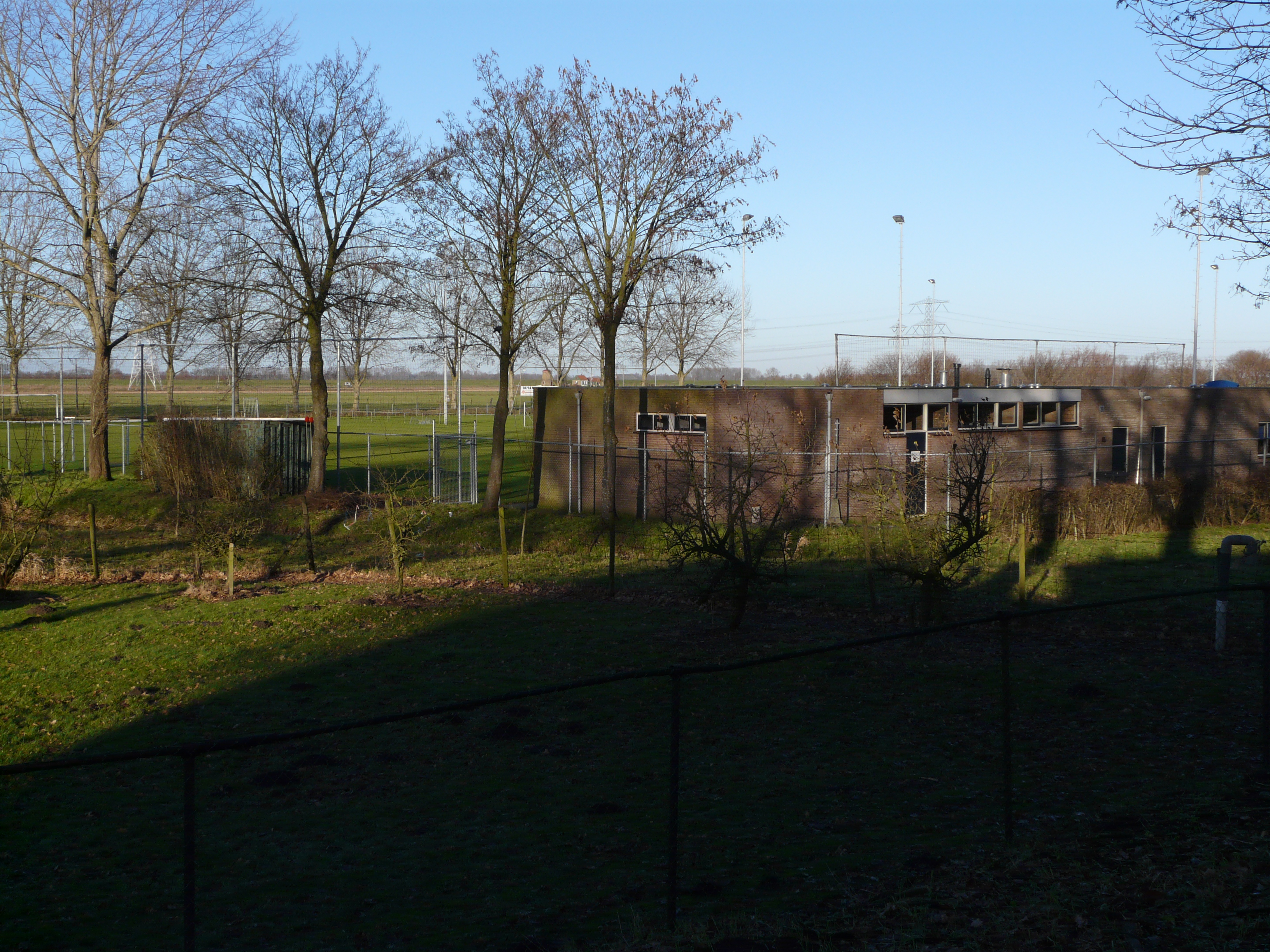
Voetbalvereniging HZ '75

## Nabijgelegen kernen
Wagenberg, Made, Zevenbergschen Hoek, Drimmelen, Lage Zwaluwe, Terheijden